# Le Courrier de Saint-Hyacinthe

Le Courrier de Saint-Hyacinthe est un journal hebdomadaire publié à Saint-Hyacinthe au Québec. 

## Historique
Le Courrier de Saint-Hyacinthe est publié depuis 1853 et est le doyen de la presse franco-canadienne encore sur le marché sans interruption de publication,.
Notons parmi les anciens rédacteurs en chef et journalistes de la publication:
- Médéric Lanctôt
- Honoré Mercier
- Jules-Paul Tardivel
- Henri Bourassa
- Harry Bernard
- Pierre Bornais

Le rédacteur en chef et éditorialiste en poste est Martin Bourassa.
Le Courrier de Saint-Hyacinthe est la propriété de la famille Chartier depuis trois générations.

## Localisation
Le Courrier de Saint-Hyacinthe est situé au cœur du centre-ville maskoutain au 655 avenue Saint-Anne.